# Avatarurile lui Charlot
Avatarurile lui Charlot (în engleză Triple Trouble) este un film american de comedie din 1918 produs de Jess Robbins și scris și regizat de Charlie Chaplin și Leo White. În alte roluri interpretează actorii Edna Purviance, Billy Armstrong și James T. Kelley.

## Distribuție
- Charles Chaplin - The Janitor
- Edna Purviance - Maid
- Leo White - Count
- Billy Armstrong - Cook and Pickpocket
- James T. Kelley - Singing Drunk
- Bud Jamison - Tramp
- Wesley Ruggles - Crook
- Albert Austin - A Man
- 'Snub' Pollard - Flop house tramp (nemenționat)